# Leudal
Leudal este o comună în provincia Limburg, Țările de Jos. A fost formată la 1 ianuarie 2007 prin reunirea comunelor Heythuysen, Haelen, Hunsel și Roggel en Neer.

## Localități componente
- Horn (3990 locuitori)
- Haelen (4370 locuitori)
- Nunhem (670 locuitori)
- Buggenum (950 locuitori)
- Heythuysen (6380 locuitori)
- Baexem (2850 locuitori)
- Grathem (1770 locuitori)
- Kelpen-Oler (1170 locuitori)
- Ell (1470 locuitori)
- Haler (480 locuitori)
- Hunsel (940 locuitori)
- Ittervoort (1950 locuitori)
- Neeritter (1360 locuitori)
- Heibloem (840 locuitori)
- Roggel (4190 locuitori)
- Neer (3440 locuitori)